# おれは二十面相だ!!
『おれは二十面相だ!!』（おれはにじゅうめんそうだ）は江戸川乱歩作の児童向け推理小説シリーズの1作である。『小学六年生』1960年4月号から1961年3月号まで連載されていた。1961年1月号からは題名が『おれは二十面相だ！』に変わる。ポプラ社の旧版では『二十面相の呪い』と改題されていた。

## 概要
『鉄人Q』から1か月後の物語である。
作中では怪人二十面相が早い段階で名乗って登場し、閉鎖空間からの人間消失や中空に舞う手品などを披露する。
また序盤で明智小五郎が異形の怪物に変装して対応に当たる場面が存在する。

## あらすじ
古代研究所の博士が希少なエジプトの巻物を手に入れたが、その直後に閉め切った研究所の1室から1人の大学生が消え、密室の謎解きに明智小五郎が乗り出すことになった。明智は巻物を盗もうとする男を捕まえるが男は逃走し、直後の電話で自分の正体は怪人二十面相だと名乗ってきた。